# Xavier de Maistre (Harfenist)

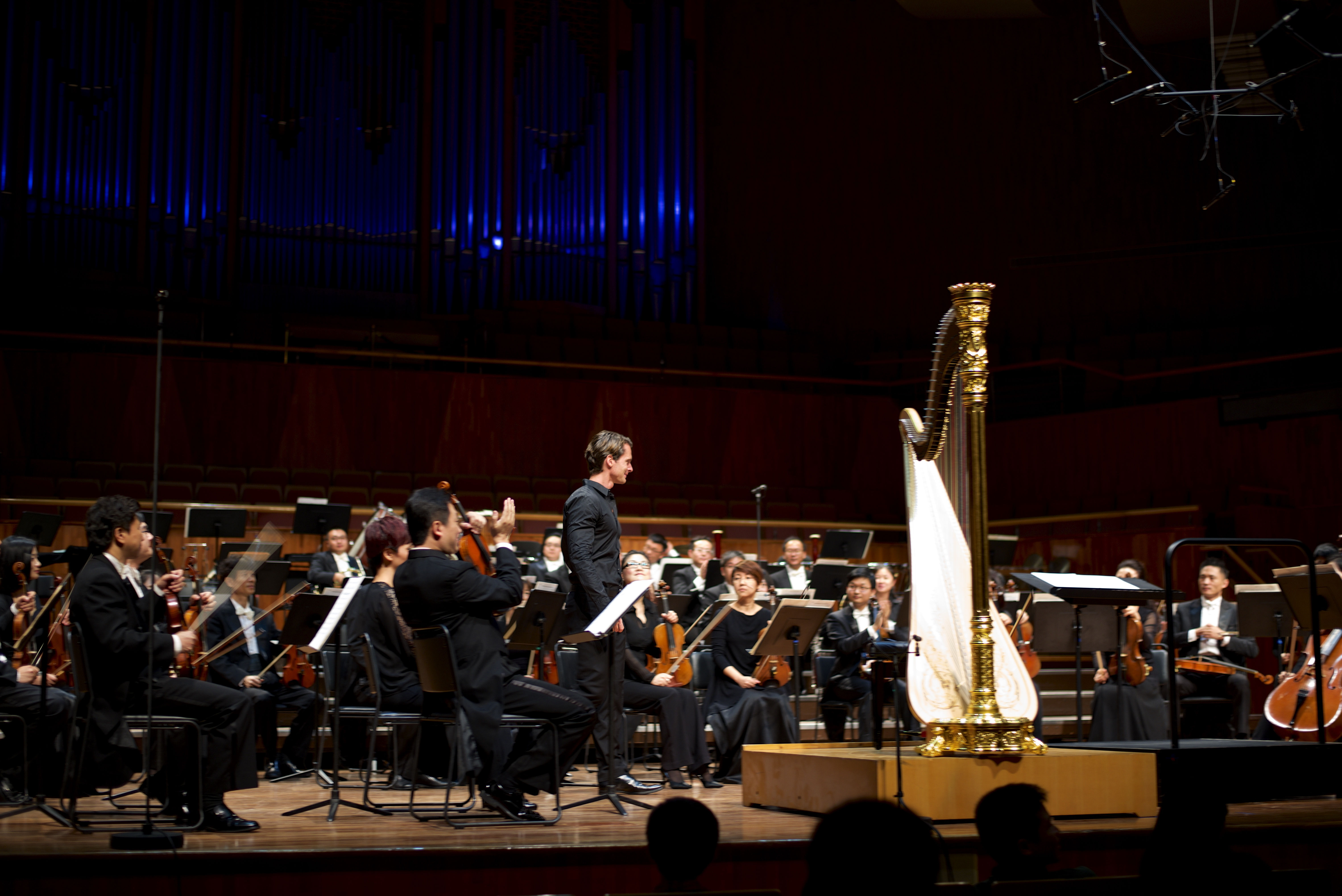
Konzert mit dem Guangzhou Symphony Orchestra

Xavier de Maistre (* 22. Oktober 1973 in Toulon) ist ein französischer Harfenist.

## Werdegang
Xavier de Maistre stammt nicht aus einer Musikerfamilie, sondern verliebte sich als 9-Jähriger in seine Lehrerin, die auch Harfe unterrichtete. So begann er am Konservatorium seiner Heimatstadt Harfe zu spielen. Bald wurde sein außergewöhnliches Talent offenbar und er vervollständigte seine Ausbildung bei Jaqueline Borot und Catherine Michel in Paris. Gleichzeitig studierte er auf Wunsch seiner Eltern, die seiner Musikerlaufbahn vorerst noch skeptisch gegenüberstanden, Politikwissenschaft am Institut d’études politiques de Paris und später auch an der London School of Economics, schloss dieses Fach aber, als sich seine Karriere als Musiker abzuzeichnen begann, nicht ab.
Mit 22 Jahren wurde er bereits Soloharfenist beim Symphonieorchester des Bayerischen Rundfunks, 1998 gewann er den renommierten Harfenwettbewerb USA International Harp Competition in Bloomington (Indiana), 1999 wurde er Soloharfenist bei den Wiener Philharmonikern. Seit 2001 ist er Inhaber einer Professur an der Musikhochschule Hamburg. 2009 gewann er den Echo Klassik Musikpreis in der Kategorie „bester Instrumentalist“ für Harfe. Inzwischen unterrichtet er auch an der Juilliard School New York, der Toho University Tokyo und am Trinity College London. Im Sommer 2010 kündigte er seine Stelle bei den Wiener Philharmonikern, um sich ganz einer Solokarriere zu widmen.
De Maistre ist als Solist bemüht, die Harfe und die Literatur für dieses Instrument bekannter zu machen, indem er einerseits Werke für Harfe unbekannter Komponisten zur Aufführung bringt, andererseits auch bekannte Stücke, die ursprünglich nicht für Harfe gedacht waren, nach den Klavierauszügen spielt bzw. diese bei Bedarf für die Harfe adaptiert. So gibt es von ihm beispielsweise eine Bearbeitung der sinfonischen Dichtung Die Moldau von Bedřich Smetana und des Concierto de Aranjuez, des berühmten Gitarrenkonzerts von Joaquín Rodrigo. Sein Album Moldau. The romantic solo album (Sony 2015) nimmt sich große Orchesterwerke als Solobearbeitung für die Harfe vor.
Xavier de Maistre ist mit einer Musikerin verheiratet und hat eine Tochter.

## Dokumentation
- Xavier de Maistre und die Harfe. Regie: Beatrix Conrad, NDR, Deutschland, 44 Minuten, 2020

## Belege
1. ↑  Chartquellen: AT
2. ↑  Neue Harfenklänge Hitverdächtig und seelenvoll, Rezension von Mascha Drost auf Deutschlandradio Kultur vom 11. Juni 2015, abgerufen am 11. Juni 2015.

| Personendaten    | Personendaten           |
| ---------------- | ----------------------- |
| NAME             | Maistre, Xavier de      |
| KURZBESCHREIBUNG | französischer Harfenist |
| GEBURTSDATUM     | 22. Oktober 1973        |
| GEBURTSORT       | Toulon                  |